# Scaptotrigona polysticta
Scaptotrigona polysticta là một loài Hymenoptera trong họ Apidae. Loài này được Moure mô tả khoa học năm 1950.